# Policy-Netzwerk
Policy-Netzwerk ist ein Begriff aus der Politikwissenschaft, der ein Geflecht einflussreicher Politik-Akteure bezeichnet. Ein Policy-Netzwerk bildet sich in sachlich abgrenzbaren Politikfeldern. Austausch von Informationen und Ressourcen, Beachtung von gemeinsamen Konventionen und Regeln und ein gemeinsames Problemverständnis haben oftmals ein mehr oder weniger stabiles Beziehungsmuster zur Folge.
Der Begriff des Policy-Netzwerks beschreibt in Abgrenzung zum allgemeineren Politiknetzwerk lediglich solche Netzwerke, die sich innerhalb der rechtlichen politischen Entscheidungsstrukturen in einem bestimmten Politikfeld bilden.